# Lycaeides astragaliphaga
Lycaeides astragaliphaga är en fjärilsart som beskrevs av Courvoisier 1911. Lycaeides astragaliphaga ingår i släktet Lycaeides och familjen juvelvingar. Inga underarter finns listade i Catalogue of Life.